# Квятковиці-Кольонія
Квятковиці-Кольонія (пол. Kwiatkowice-Kolonia) — село в Польщі, у гміні Водзеради Ласького повіту Лодзинського воєводства.
У 1975-1998 роках село належало до Серадзького воєводства.